# Georgi Tavadze
Georgi Tavadze (Russisch: Георгий Тавадзе) (Lantsjchoeti, 21 juni 1955) is een Georgisch voetballer en trainer die tijdens zijn carrière voor de Sovjet-Unie uitkwam. 

## Biografie
Hij begon zijn carrière bij Goeria Lantsjchoeti in de tweede klasse en maakte in 1978 de overstap naar Dinamo Tbilisi, dat dat jaar de titel en een jaar later. In 1981 won hij tegen FC Carl Zeiss Jena de finale van de Europacup II. Hij speelde vier jaar voor de club maar was geen vaste basisspeler. Hij beëindigde zijn carrière in 1983 bij Torpedo Koetaisi. 
Hij trainde ook zijn eerste team Georia in 1997-1998.